# 橋本以蔵
橋本 以蔵（はしもと いぞう、1954年2月21日 - ）は日本の脚本家、映画監督。島根県出身。島根県立津和野高等学校卒業。

## 来歴・人物
映画好きだった公務員の父の影響もあって子供の頃から映画監督になりたかったという。高校卒業後に上京し、映画への接点を見つけるために新劇の俳優養成所に入る。映画監督の神代辰巳らとの接点も出来、シナリオを書いては見てもらう習作活動に入る。映画評論家の白井佳夫の紹介で映画化の話があった『喜作新道』の映画監督をやるよう声がかかったが制作会社が倒産したために実現しなかった。自主制作活動を経て1982年、自主映画『パソコンウォーズISAMI』で監督デビュー。テレビドラマ『スケバン刑事』シリーズの脚本を担当してメジャーデビュー。以降『君の瞳をタイホする!』など数多くの作品を生み出す。ドラマの脚本や映画監督以外にも、漫画の原作などの仕事も手がける。
最初の頃はシナリオを『スケバン刑事』の監督であった田中秀夫やプロデューサーにつまらないとダメを押され、原稿をゴミ箱に入れられるなどの屈辱も経験している。その場に同席したスタッフに「大丈夫? よく堪えられたね」と、後でこっそり気遣われるほどであったと後のインタビューにて語っている。
2017年から熊本県菊池市地域おこし協力隊に就任。画才を生かしにぎわい創出プランナーとして活躍している。2019年8月から菊池市で開催している菊池武光公生誕700周年特別企画展「武光　九州を征した男」は、橋本の絵と解説で構成されている。

## 脚本

### テレビドラマ
- 素晴らしきサーカス野郎（1984年、日本テレビ）
- スケバン刑事（1985年、フジテレビ）
  - スケバン刑事II 少女鉄仮面伝説（1985年-1986年、フジテレビ）
  - スケバン刑事III 少女忍法帖伝奇（1986年-1987年、フジテレビ）
- 有閑倶楽部（1986年、フジテレビ 月曜ドラマランド）
- 君の瞳をタイホする!（1988年、フジテレビ）
- 時間ですよたびたび（1988年、TBS）
- ドラマ23 『原色恋愛図鑑』『夫婦2組あぶない同居』（1989年、TBS）
- アイラブユーからはじめよう（1989年、TBS）
- 優しいだけがオトコじゃない（1990年、テレビ東京）
- 愛してるよ!先生（1990年、TBS）
- イブは初恋のように（1991年、TBS 月曜ドラマスペシャル）
- ポールポジション!愛しき人へ…（1992年、日本テレビ）
- 本当にあった怖い話（1992年、テレビ朝日）
- キライじゃないぜ（1992年、TBS） - 第9話を除く
- デザートはあなた（1993年、TBS）
- 人間交差点（1994年、TBS 月曜ドラマスペシャル）
- 我慢できない!（1995年、フジテレビ）
  - もう我慢できない!（1996年、フジテレビ）
- しようよ♡（1996年、テレビ朝日）
- FiVE（1997年、日本テレビ）
- お天気お姉さん2（1997年、テレビ朝日）
- ナースな探偵シリーズ（1997年-2000年、フジテレビ 金曜エンタテイメント）
- 三姉妹探偵団（1998年、日本テレビ）
- 傷だらけの女（1999年、関西テレビ放送）
- 舞妓さんは名探偵!（1999年、テレビ朝日）
- 地獄の花嫁シリーズ（1999年-、フジテレビ 金曜エンタテイメント）
- 隣人は秘かに笑う（1999年、日本テレビ）
- おばさん会長・紫の犯罪清掃日記（2000年-2003年、TBS）※第4作まで担当
- 愛は正義（2001年、テレビ朝日）
- いなか刑事・伊原泰三の退職捜査日誌（2001年、テレビ東京 女と愛とミステリー）
- 事件記者 浦上伸介シリーズ（2001年-、テレビ東京）
- 探偵 左文字進10（2006年、テレビ朝日）
  - 探偵 左文字進14（2010年、TBS）
- 自転車少年記（2006年、テレビ愛知/テレビ東京系）
- 浅草ふくまる旅館（2007年、TBS）

### 映画
- スケバン刑事（1987年）
- 漂流教室（1987年）
- AKIRA（1988年）[2]
- シュート!（1994年）
- 女彫師アザミ（1998年）
- EM/エンバーミング（1999年）
- 天国から来た男たち（2001年）
- あゝ!一軒家プロレス（2004年）
- 愛人萌子 性生活（2006年）
- 軍鶏 Shamo（2008年）

### オリジナルビデオ
- ブラックジャック（1996年 隆大介版）

### OVA
- TWD EXPRESS ROLLING TAKEOFF（1987年）
- 夢幻紳士 冒険活劇編（1987年）
- TO-Y（1987年）
- ハイスクールAGENT（1987年）

## 監督作品

### 映画
- 名門!多古西応援団（1987年）
- cfガール（1989年）
- LSD -ラッキースカイダイアモンド-（1989年）
- 死霊の罠2/ヒデキ（1992年）
- ドライビング・ハイ!（1993年）
- 帝都物語外伝（1995年）
- 陽炎2（1996年）
  - 陽炎4（1997年）
- 風邪（ふうじゃ）（2013年）

## 書籍

### 漫画原作
- 軍鶏（作画：たなか亜希夫、1998年-、漫画アクション（双葉社）→イブニング（講談社））
- 火災調査官ナナセ（作画：市川智茂、2005年 - 2007年、週刊コミックバンチ（新潮社））

### 小説
- キライじゃないぜ（1992年、ワニブックス） ISBN 978-4847011603
- ドライビング・ハイ（1993年、扶桑社） ISBN 978-4575231618
- ポール・ポジション 愛しき人へ…（1992年、ワニブックス） ISBN 978-4847011450
- 軍鶏外伝（2005年、文芸社） ISBN 978-4286001357